# Jüdischer Friedhof (Nová Bystřice)
Koordinaten: 49° 1′ 50,1″ N, 15° 5′ 52″ O

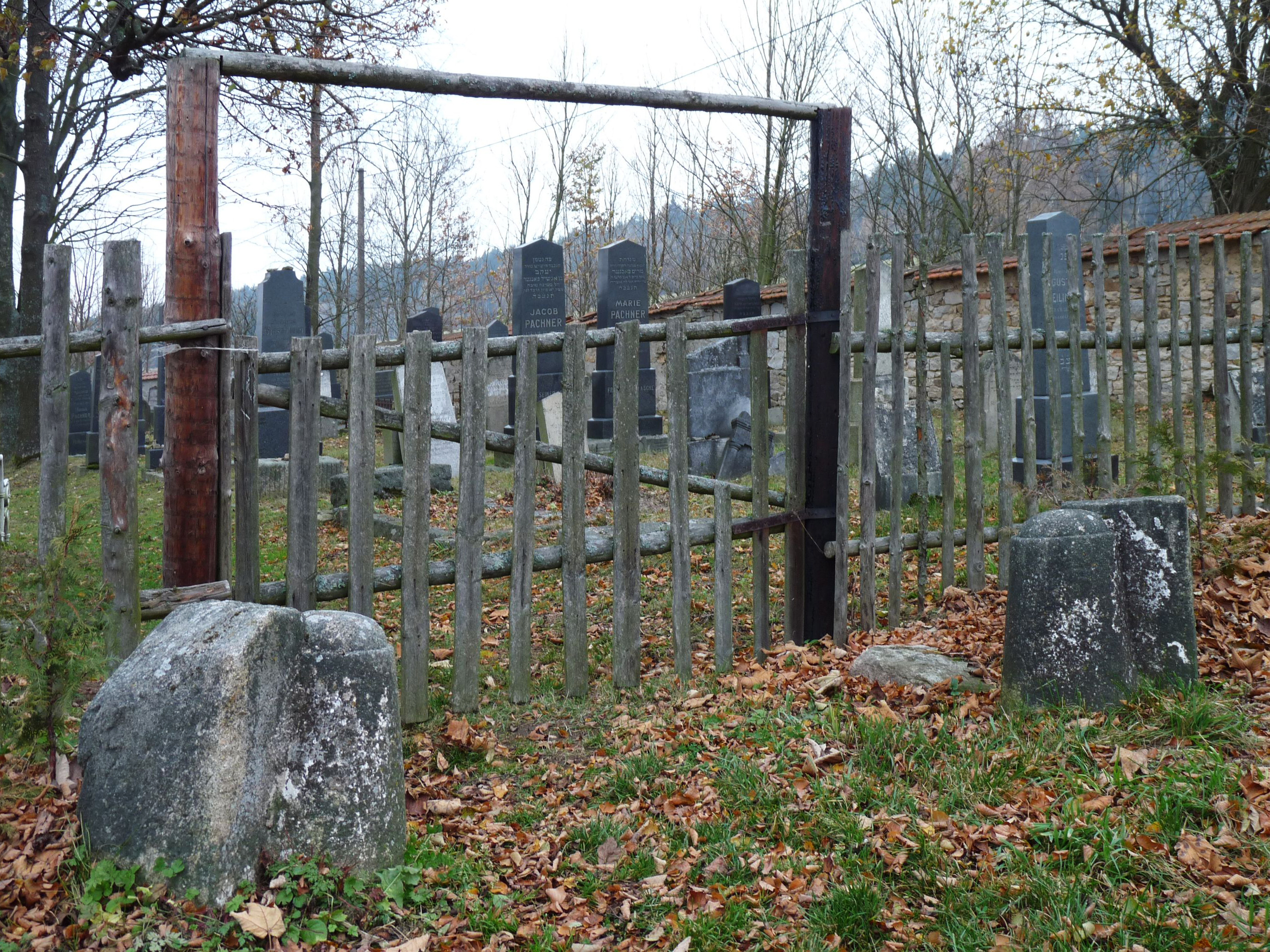
Eingang zum Friedhof

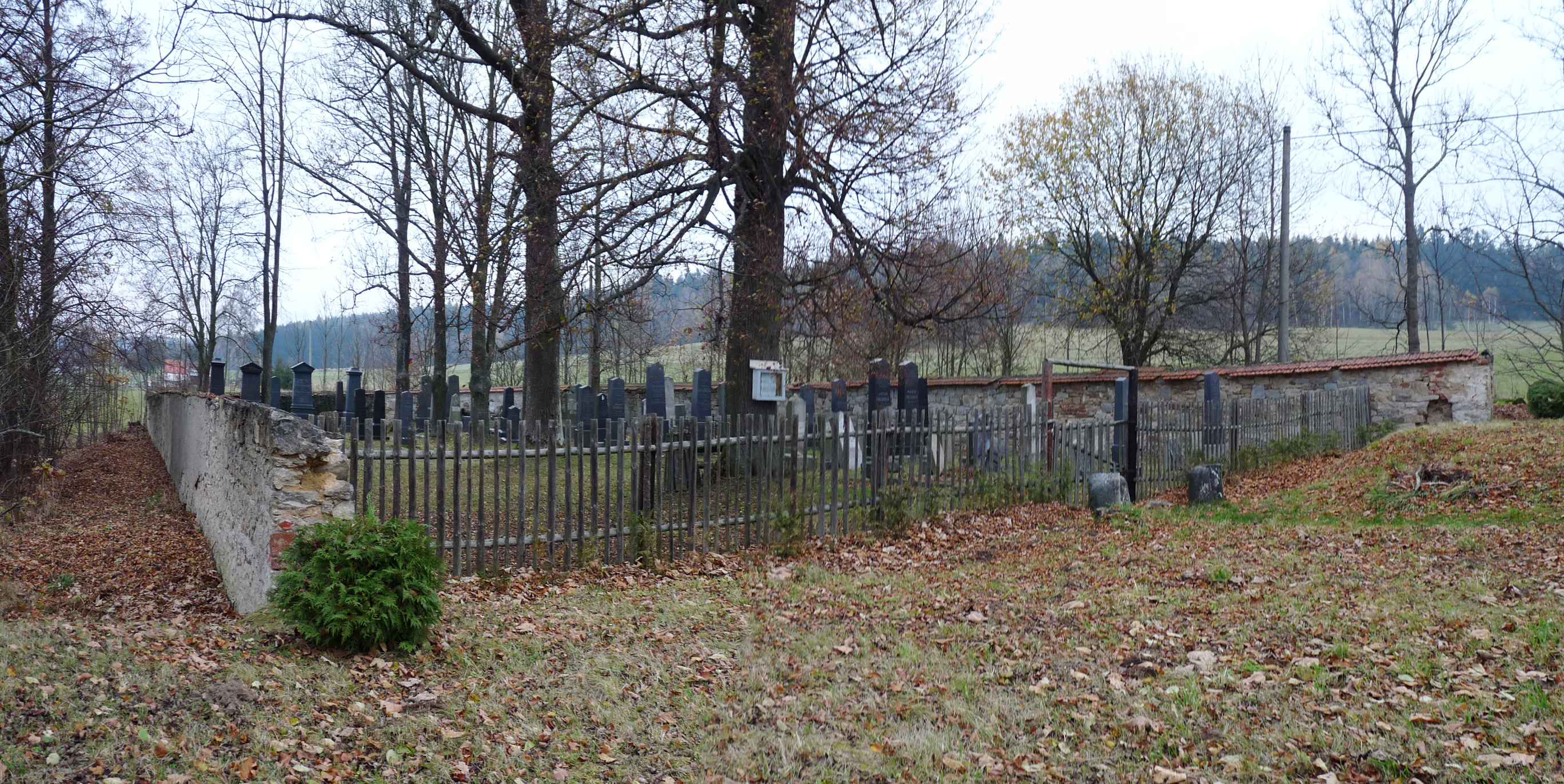
Ansicht

Der Jüdische Friedhof in Nová Bystřice (deutsch Neubistritz; davor Neufistritz), einer Stadt im Okres Jindřichův Hradec in Tschechien, wurde um 1875 angelegt. Der jüdische Friedhof befindet sich einen Kilometer außerhalb des Ortes.